# ریتمیک (جدول موسیقی)
جدول ریتمیک (انگلیسی: Rhythmic) که با نام ایرپلی ریتمیک (انگلیسی: Rhythmic Airplay) نیز شناخته می‌شود و در گذشته با نام‌های ترانه‌های ریتمیک (انگلیسی: Rhythmic Songs)، ۴۰ ترانه برتر ریتمیک (انگلیسی: Rhythmic Top 40) و سی‌اچ‌آر/ریتمیک (انگلیسی: CHR/Rhythmic) شناخته می‌شد، یک جدول موسیقی متمرکز بر ایرپلی است که به‌صورت هفتگی توسط مجلهٔ بیلبورد منتشر می‌شود.
این جدول، ایرپلی ترانه‌های پخش‌شده در ایستگاه‌های رادیوی ریتمیک را که فهرست پخش آن‌ها عمدتاً شامل ترانه‌های آراندبی/هیپ هاپ، پاپ ریتمیک، و برخی از ترانه‌های موسیقی رقص است، رهگیری و اندازه‌گیری می‌کند. نیلسن اودیو گاهی تحت عنوان رادیوی پرشنونده‌های ریتمیک معاصر به این فرمت اشاره می‌کند.

## سوابق و دستاوردها

### بیشترین هفته‌ها در شماره یک
۱۵ هفته
- «بدون خراش» – تی‌ال‌سی (۱۹۹۹)

۱۴ هفته
- «پیچ‌خورده» – کیت سوئیت (۱۹۹۶)

۱۳ هفته
- «من دمدمی مزاج» – سیلک (۱۹۹۳)
- «باعث می‌شی بخوام…» – آشر (۱۹۹۷–۹۸)

۱۲ هفته
- «من با تو عشق خواهم کرد» – بویز تو من (۱۹۹۴)
- «خواستنی» – ماریا کری (۱۹۹۵)
- «آب‌نبات‌چوبی» – لیل وین به‌همراه استاتیک میژور (۲۰۰۸)

۱۱ هفته
- «شوپ» – سال-ان-پپا (۱۹۹۳–۹۴)
- «معضل» – نلی به‌همراه کلی رولند (۲۰۰۲)

### هنرمندان دارای بیشترین تک‌آهنگ‌های شماره یک
| شماره‌یک‌ها | هنرمند     | منبع   |
| --------- | ---------- | ------ |
| ۳۶        | دریک       | [ ۱ ]  |
| ۱۷        | ریانا      | [ ۲ ]  |
| ۱۳        | آشر        | [ ۳ ]  |
| ۱۳        | برونو مارس | [ ۴ ]  |
| ۱۲        | لیل وین    | [ ۵ ]  |
| ۱۲        | کریس براون | [ ۶ ]  |
| ۱۲        | د ویکند    | [ ۷ ]  |
| ۱۱        | بیانسه     | [ ۸ ]  |
| ۱۰        | پست مالون  | [ ۹ ]  |
| ۹         | جی-زی      | [ ۱۰ ] |
| ۹         | نیکی میناژ | [ ۱۱ ] |

### هنرمندان دارای بیشترین ورودی
| ورودی‌ها | هنرمند     | منبع   |
| ------- | ---------- | ------ |
| ۱۱۴     | دریک       | [ ۱۲ ] |
| ۱۱۱     | کریس براون | [ ۱۳ ] |
| ۱۰۳     | لیل وین    | [ ۱۴ ] |
| ۸۵      | نیکی میناژ | [ ۱۵ ] |
| ۶۰      | کانیه وست  | [ ۱۶ ] |
| ۵۹      | جی-زی      | [ ۱۷ ] |
| ۵۵      | ریانا      | [ ۱۸ ] |
| ۵۲      | اسنوپ داگ  | [ ۱۹ ] |
| ۵۲      | پیت‌بول     | [ ۲۰ ] |
| ۵۱      | لوداکریس   | [ ۲۱ ] |